# Palacio del Campo de las Princesas

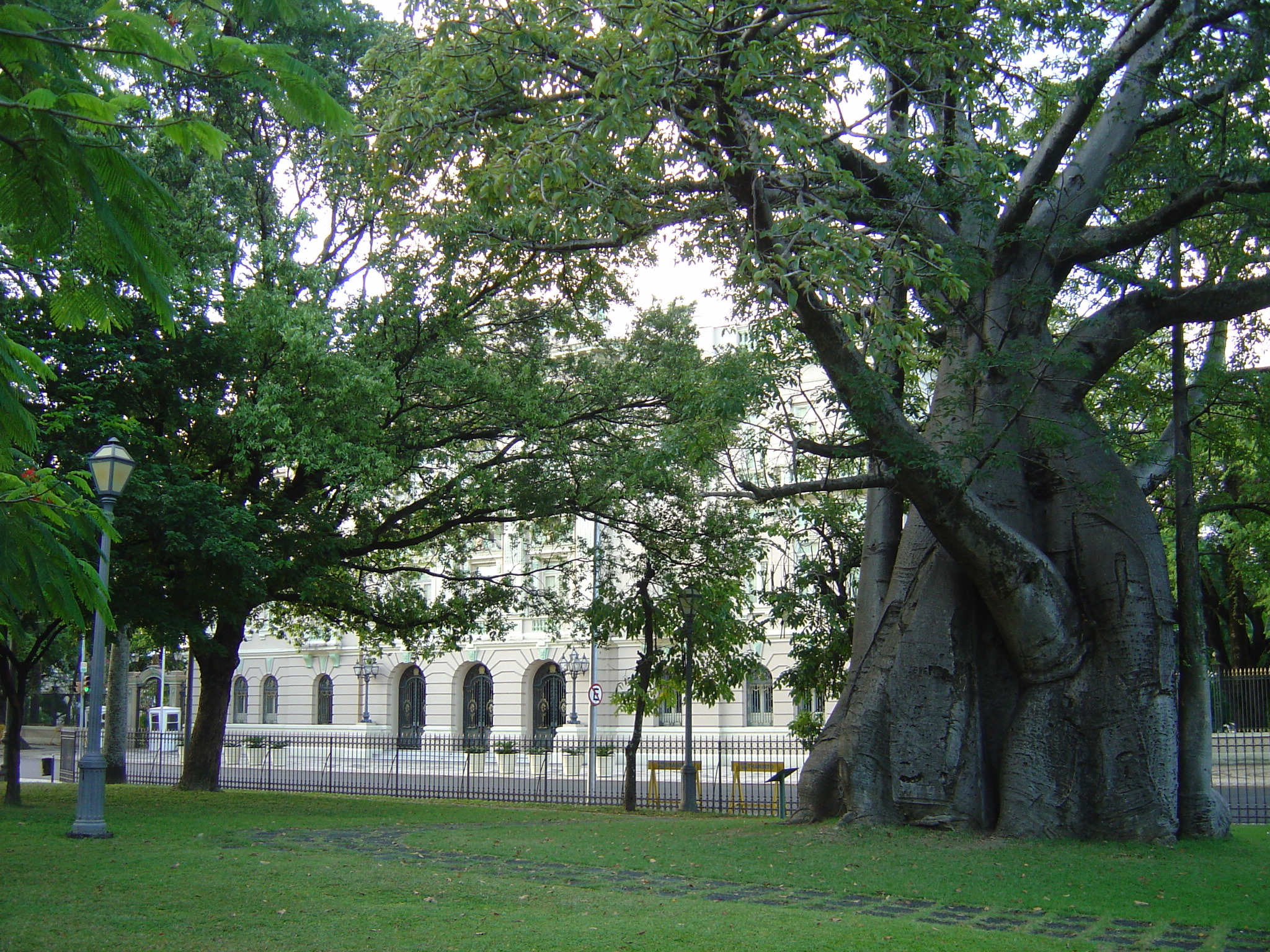
Baobab al frente del palacio.

El Palacio de Campo de las Princesas (en portugués: Palácio do Campo das Princesas) es la sede administrativa del gobierno del Estado de Pernambuco. Fue construida en 1841 por el ingeniero Moraes Âncora, por orden del gobernador Francisco do Rego Barros, en el local donde se encontraba el Erário Régio.
En sus cercanías se encontraban, al oeste, los escombros de lo que fuera el palacio de Friburgo, sede del gobierno nassoviano (de Maurício de Nassau).
Se localiza en el barrio de Santo Antonio (Isla de Antônio Vaz), en la plaza de la República, cercano al Teatro de Santa Isabel y el Palacio de Justicia de Recife.
Al frente de este palacio está plantado un Baobab, que posiblemente sirvió de inspiración a Antoine de Saint Exupéry, cuando recorrió Recife, antes de escribir El Principito.
En 1859 sofríó una reforma para hospedar al emperador Pedro II de Brasil, la emperatriz Tereza Cristina y sus hijas, desde entonces recibió el nombre de Campo de las Princesas.
- Datos: Q10344043
- Multimedia: Palácio do Campo das Princesas / Q10344043